# Cheryl Reeve
Cheryl Reeve (Omaha, 20 settembre 1966) è un'ex cestista e allenatrice di pallacanestro statunitense, professionista nella WNBA.

## Palmarès

### Allenatrice

#### Squadra
- Campionato WNBA: 4

Minnesota Lynx: 2011, 2013, 2015, 2017

#### Individuale
- 3 volte WNBA Coach of the Year

2011, 2016, 2020